# Yanga R. Fernández
Yanga (Yan) Roland Fernández (Mississauga, 10 giugno 1971) è un astronomo statunitense di origini canadesi.
Insieme a Scott S. Sheppard ha co-scoperto il Gruppo di Carme, un gruppo di satelliti naturali di Giove.

## Biografia
Fernández è nato a Mississauga, Ontario ed è cresciuto a New York.

Ha frequentato l'high school a Fort Myers in Florida. Dopo aver studiato al Caltech, Fernández ha ricevuto il suo Ph.D. all'Università del Maryland nel 1999.
Da studente, nel 1994, ha aiutato il mantenimento di una delle prime liste e-mail usate dagli astronomi per comunicarsi novità sull'impatto della Cometa Shoemaker-Levy 9 su Giove.
Dal 1999 al 2005 ha fatto il post-dottorato presso l'Institute for Astronomy all'Università delle Hawaii, in seguito ha assunto la posizione di assistente all'University of Central Florida.

Il suo campo di ricerca si concentra sulle proprietà fisiche di asteroidi e comete, e la loro evoluzione.
L'asteroide 12225 Yanfernández è stato così battezzato in suo onore.